# Norwegische Badmintonmeisterschaft 1990
Die Norwegische Badmintonmeisterschaft 1990 fand vom 3. bis zum 4. Februar 1990 statt. Es war die 46. Austragung der nationalen Meisterschaften von Norwegen im Badminton.

## Titelträger
| Disziplin    | Sieger                             |
| ------------ | ---------------------------------- |
| Herreneinzel | Hans Sperre jr.                    |
| Dameneinzel  | Hans Sperre jr. Erik Lia           |
| Herrendoppel | Jan Holtnæs Pål Øian               |
| Damendoppel  | Marianne Wikdal Gry Kirsti Solberg |
| Mixed        | Thore Næss Marianne Wikdal         |